# Jan Broekhuis

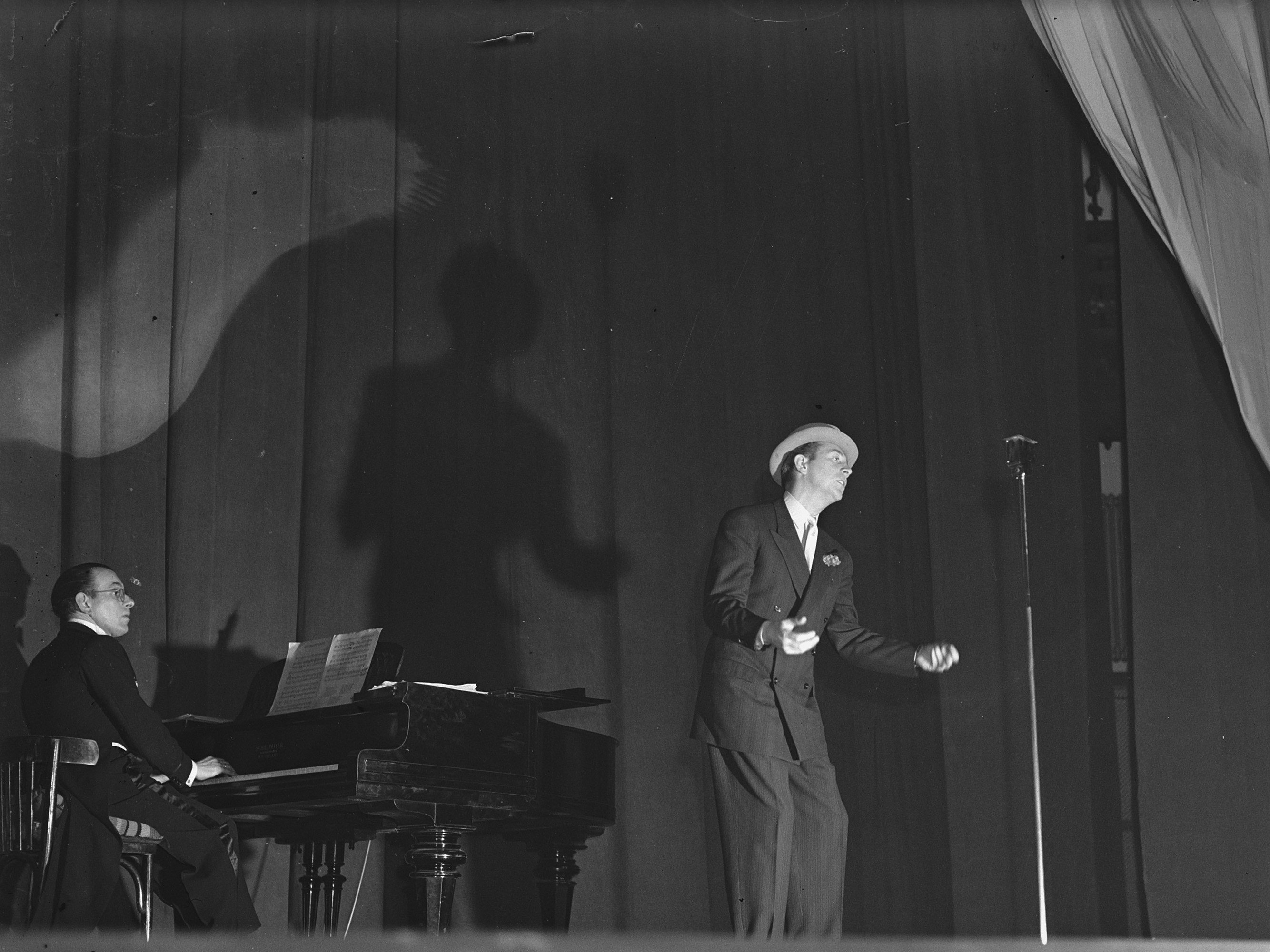
Jan Broekhuis (Piano) mit Charles Trenet, Amsterdam 1945

Jan Broekhuis (* 25. Februar 1901 in Amsterdam; † 18. März 1974 in Luzern) war ein niederländischer Komponist, besser bekannt unter seinem Künstlernamen John Brookhouse McCarthy.

## Biografie
Er studierte am Amsterdamer Konservatorium. Zu seinen Lehrern gehörten Julius Röntgen und Bernard Zweers. Zuvor hatte er Unterricht bei Evert Cornelis und Egbert Veen. In drei Jahren erhielt er alle Diplome und für Klavier eine Auszeichnung. Nach seinem Studium wurde er Lehrer am Konservatorium in Limoges in Frankreich, gab dort auch Konzerte und wurde anschließend Dirigent am Théatre Français in Bordeaux. Ab 1931 war er Operettendirigent unter anderem in Paris, Lyon und Amsterdam.
Es folgte seine Zeit beim niederländischen Rundfunk, wo er als Dirigent, Komponist und Arrangeur sehr erfolgreich tätig war. Um diese Zeit (1933–34) schrieb er drei Kompositionen für den ersten niederländischen Showfilm De Jantjes, aus dem noch heute Omdat ik zoveel van je hou und Draaien bekannt sind. Er war auch musikalischer Leiter und Arrangeur für diesen Film, den zweiten niederländischen Tonfilm überhaupt.
Er schrieb auch unzählige Lieder für Revues und Kabarett, darunter alle Hits für die bekannten Peter Pech-Revuen, eine Kreation von Jan Hahn und viele für Heintje Davids, sowie für Willy Walden und Piet Muijselaar des Duos Snip and Snap, darunter das bekannte Lied Snip snapt niet wat Snapt.
Er komponierte auch ernste Musik, einschließlich einer Violinsonate, die Jacques Thibaud gewidmet und von ihm gespielt wurde, drei Nocturnes und eine Burleske für Cello und Klavier. Einige dieser Werke wurden in den 1960er Jahren für den Rundfunk aufgeführt, unter anderem von seinem eigenen Trio mit Willy und Jean Busch. Damals führte das Promenadenorchester, geleitet von Benedict Silberman, die von ihm komponierte Ballade für Klavier und Orchester auf.
Broekhuis arbeitete auch in England und Amerika (in New York, Los Angeles und Hollywood) und blieb bis 1931 in Paris, wo er die berühmte Mistinguett in den Folies Bergère begleitete. Danach wurden im Theatre Carré viele Operetten unter seiner Leitung aufgeführt. Sowohl während der Tournee von Charles Trenet im Jahr 1945 als auch auf der Abschiedstournee von Josephine Baker im Jahr 1956 stand das Orchester bei den niederländischen Konzerten unter seiner Leitung.
Broekhuis hatte viele Orchesterformationen unter eigenem Namen im In- und Ausland. Darüber hinaus wurden viele Operetten im Theater Carré unter seiner musikalischen Leitung aufgeführt und er war der Dirigent verschiedener Revues. In den sechziger Jahren war er auch mehrere Saisons Dirigent der Hoofdstad Operette.
Während dieser Zeit ließ er sich in der Schweiz nieder, wo er viele Jahre als Konzertpianist erfolgreich war. Er starb am 18. März 1974 in Luzern, wo er auch begraben liegt. Seine Musik scheint zeitlos geworden zu sein und gehört heute zum niederländischen Nationalerbe.

## Links
- Jan Broekhuis Archiv
- Noten bei muziekschatten.nl

| Personendaten    | Personendaten              |
| ---------------- | -------------------------- |
| NAME             | Broekhuis, Jan             |
| ALTERNATIVNAMEN  | McCarthy, John Brookhouse  |
| KURZBESCHREIBUNG | niederländischer Komponist |
| GEBURTSDATUM     | 25. Februar 1901           |
| GEBURTSORT       | Amsterdam                  |
| STERBEDATUM      | 18. März 1974              |
| STERBEORT        | Luzern                     |